# Bast (Afghanistan)
Pour les articles homonymes, voir Bast.
Bast est un village situé dans la province de Bâmiyân dans le Centre-Nord de l'Afghanistan.

## Annexe